# رود ایلشا
رود ایلشا (انگلیسی: Ilesha) یک رودخانه در جمهوری کومی کشور روسیه است.